# 傅祖鑑
傅祖鑑（1902年3月4日—1957年），日本名為岩田鑑一（ Iwata Kanichi），桃園縣人，臺灣醫學士，為1920到1940年代大溪地方重要醫師與知識分子，曾自設大溪醫院。

## 生平

### 早年經歷
傅祖鑑出生於1902年3月4日。出生地為新竹郡紅毛庄，是家中長子。
傅祖鑑從小以從醫為志向，16歲時，考上臺灣總督府醫學校豫科，隔年升上本科，並於21歲時畢業。此時臺灣總督府醫學校已升格改制為臺灣總督府臺北醫學專門學校，同等日本本島的醫專。傅祖鑑作為該校第22屆畢業生，畢業後即具有醫師證書與職業證照:1-3。
1923年，傅祖鑑前往位於臺北的日本赤十字社臺灣支部任職共三年，曾在內科、小兒科服務。同時，也於1923到1924年，在《臺灣醫學會雜誌》發表關於傷寒（腸チフス）的研究報告:8。

### 大溪經歷
1920年代，許多臺籍醫學士透過開立私人診所或公醫的身分，將現代化醫療知識帶進地方醫療體系，傅祖鑑也是其中一例:1-3。1926年，傅祖鑑在友人的推薦下辭去日本赤十字社臺灣支部的職位，來到大溪開設大溪醫院:8。
由於隨後在大溪的活躍發展，傅祖鑑逐漸成為當地具影響力的仕紳。1928年，同時兼任大溪公醫、大溪街協議會員、大溪信用組合理事多項職務。並於1935年，再度受官方任命為大溪街協議會員，同時也作為大溪街方面委員。1937年，傅祖鑑由於協議會員的身分，又被任命為臺灣都市計劃委員會臨時委員。
在擔任大溪公醫期間，傅祖鑑曾負責診察大溪小學校宿舍發生的傷寒疫情，及針對礦坑工人過失墜車一事到現場確認死者傷情。

## 家庭
傅祖鑑父親名為傅元煥，1881年生。母親是傅鄭氏錢，1883年生。傅祖鑑與妻子余阿妹（1901年生）共育有四男二女，分別為長男岩田達生，長女岩田玉枝，二男岩田津二，三男岩田弘三，二女岩田光惠，四男岩田祥男。

## 軼事

### 方面委員任績
1936年03月10日，《臺灣日日新報》報導大溪街各方面委員於該年二月的案件處理數量，傅祖鑑共完成46份案件，為當月最高。

### 大溪醫生鐵三角
傅祖鑑與開設濟仁醫院的林錫金、開設長新醫院的簡長斌為好友，三人皆是大溪當地的醫生。當時流傳著一段趣聞：「只要他們三人前往相約去喝酒，第二日大溪便會面臨無醫生可求診的情況。」